# Israel Noræus
Israel Norfelt, (tidigare Noræus), född 1606 i Nora socken, Ångermanland, död 16 juni 1677, var en svensk ämbetsman. Han var burggreve i Göteborg 1664-1677.

## Biografi
Israel Noræus var son till kyrkoherden i Nora socken, Ångermanland Johannes Laurentii (död 1609) och Karin Olofdotter. Om fadern är känt att han undertecknade beslutet från Uppsala möte och att han ägde samma andel av byn Fanskog i Skogs socken som sin företrädare Olaus Laurentii Bure (död 1614). Israel och hans syskon upptog namnet Noræus efter födelsesocknen. Han studerade vid Uppsala universitet, där även hans bröder gick, och blev magister 1632. Noræus blev därefter syndikus i Göteborg och därefter president och förman i Göteborgs Handelskollegium, för att 1664 bli burggreve i Göteborg vilket han var till sin död 1677.

### Familj
Israel Norfelt var gift två gånger. Han gifte sig första gången med Armika Albertsdotter Siltman. Hon var dotter till borgmästaren Allert Siltman (med flera andra stavningar) och Brita Andersdotter (Hök) i Nya Lödöse. Med henne fick han barnen Brita Norfelt (1637–1665) som var gift med burggreven Gerhard Leijoncrantz i Göteborg och Katarina Norfelt som var gift med översten Börje Månsson Skeckta.
Norfelt gifte sig andra gången före 1647 med Maria Örn (död 1675). Hon var dotter till biskop Johannes Bothvidi och Catharina Nilsdotter i Linköpings stift. Maria Örn var änka efter sekreteraren Lars Larsson Bohm i Göta hovrätt. Hon hade en son i ett tidigare äktenskap. 
Israel och styvsonen Jacob Bohm adlades 1653 med namnet Norfelt, och introducerades på Riddarhuset året därefter på nummer 594, men eftersom ingen av dem hade någon son, slöt de sina adliga ätter på svärdssidan när de avled 1677 respektive 1667.